# Robson Conceição
Robson Donato Conceição (Salvador, 25 de outubro de 1988) é um pugilista brasileiro. Foi campeão olímpico da categoria peso-leve (até 60 kg) e é o atual campeão superpena (até 59 kg) pelo Conselho Mundial de Boxe (CMB).
Participou dos Jogos Olímpicos de Pequim de 2008, sendo derrotado logo na estreia. Na edição seguinte, nos Jogos Olímpicos de Londres de 2012, também foi derrotado na estreia. Foi um dos representantes do país nos Jogos Pan-Americanos de 2011, em Guadalajara, no México, onde conquistou uma medalha de prata no peso leve.
Ganhou medalha de ouro na categoria até 60 kg nos Jogos Olímpicos do Rio de Janeiro de 2016, conquistando o primeiro ouro olímpico do boxe brasileiro.

## Biografia
De origem humilde, cresceu com a avó e com a mãe no bairro de Boa Vista de São Caetano, em Salvador, e nunca manteve contato com seu pai. Quando jovem treinava todo dia, percorrendo as ruas. Começou a trabalhar jovem para se sustentar e quase não dormia. Para treinar, ele se deslocava por 9km a pé, pois não tinha condições financeiras de bancar o transporte. Além disso, precisava ajudar a mãe e a avó em casa. Começou a trabalhar com feirante, acordava cedo e ia direto para a barraca da Dona Neusa. Lá montava toda a estrutura, carregava caixas de frutas e verduras e depois ia estudar. Depois de estudar, Robson retornava para a feira e ajudava a desmontar tudo. Os treinos só aconteciam à noite, por ser seu único tempo livre. Além de feirante, ele ja trabalhou como; carregador de compras, vendedor de picolé na praia, ajudante de pedreiro, vendedor ambulante em sinal de trânsito, entre outros.
Entre o estudo e o boxe, escolheu o boxe, mas não queria lutar profissionalizante. Queria apenas fazer tanto sucesso quanto seu tio Roberto, famoso pelas brigas de rua no Carnaval da cidade. Seu tio Roberto era respeitado por todos e espelho para Robson. Para seguir os passos dele, Robson passou a treinar no fundo de um quintal e aos poucos ganhou fama também, passando a ser conhecido como "Terror de Boa Vista". Convocado para a seleção brasileira, Robson passou a morar em Santo André, em São Paulo, e também passou dificuldades. Só ganhava hospedagem em quartos coletivos e alimentação, porém não tinha salário.
Robson é casado com a boxeadora Érica Matos, mãe de sua filha Sophia.

## Carreira

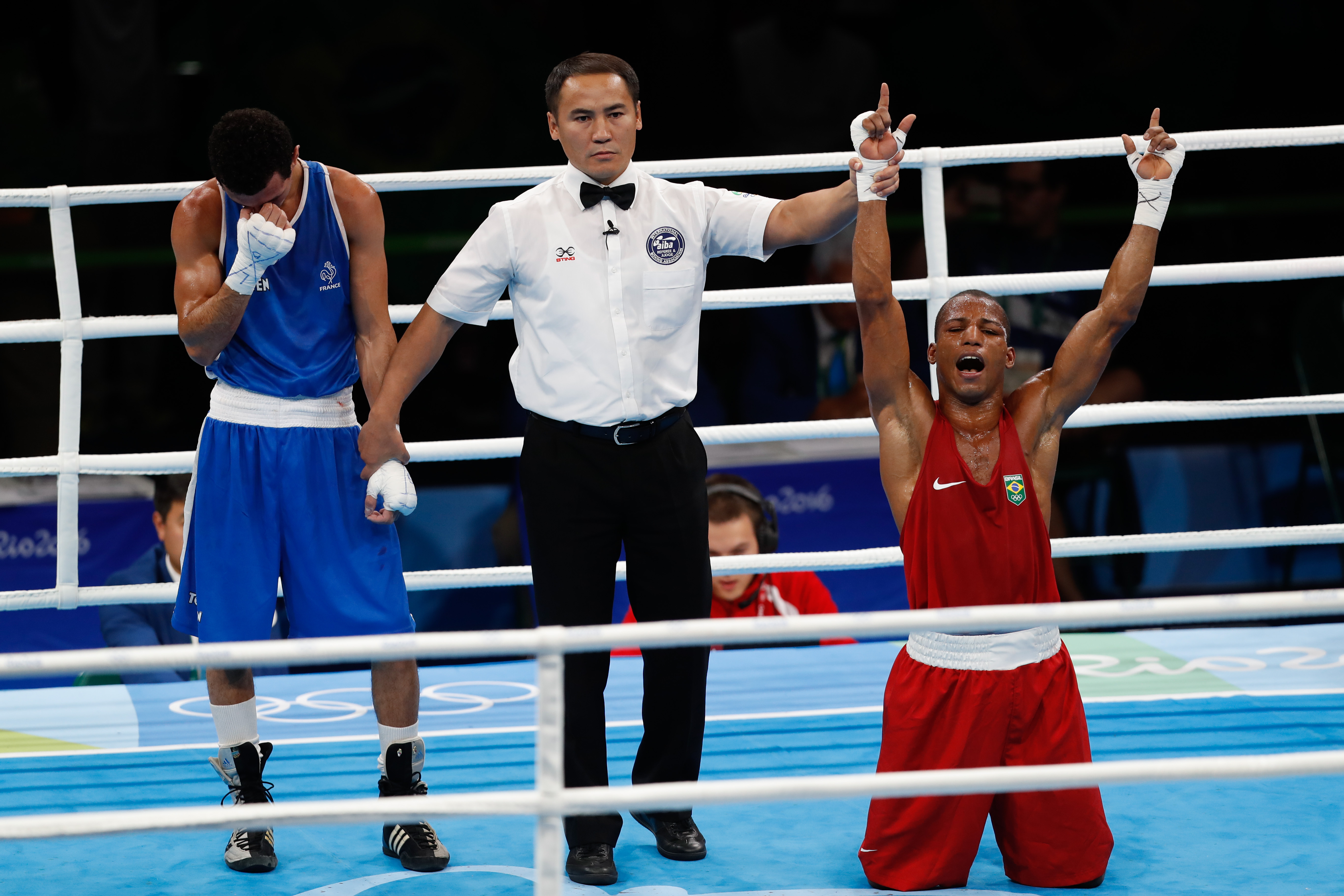
Robson no momento do anúncio de sua vitória na Rio 2016.

Aos poucos, passou a levar a sério e começou a treinar em uma academia de boxe. Quando viu que as brigas de ruas não estavam levando a lugar nenhum, passou a se dedicar aos ringues. Talentoso, não demorou para conseguir uma lugar na seleção brasileira. Aos 19 anos, disputou sua primeira Olimpíada, Pequim 2008 sendo derrotado logo na estreia. Quatro anos depois, já mais experiente e com medalha no Pan de Guadalajara, no México, participou da edição seguinte, nos Jogos Olímpicos de Londres de 2012, porém também foi derrotado na estreia. Apesar das derrotas precoces nas duas Olimpíadas anteriores, Robson é um dos principais nomes do boxe brasileiro.
Em 2013, foi prata no peso até 60 kg no Mundial de Almaty. E em 2014 repetiu o pódio, mas com o bronze em Doha 2015, na mesma categoria. Foi campeão do Continental das Américas, em Vargas, Venezuela. Robson já foi o melhor boxeador do mundo pela Associação Internacional de Boxe (Aiba) e atualmente é o segundo colocado no peso até 60 kg, atrás do cubano Lázaro Álvarez, que Robson venceu nas semifinais para ir então lutar pelo ouro. Robson foi eleito o melhor boxeador do Brasil pelo Comitê Olímpico nos anos de 2014 e 2015. Também foi campeão Mundial Militar em 2011 e escolhido como o pugilista do mês de dezembro de 2015 pela Associação Internacional de Boxe.

### Rio 2016
Em 2016, Conceição foi o primeiro campeão olímpico da história do boxe brasileiro, ganhou medalha de ouro na categoria dos pesos-leves (até 60 quilos) nos Jogos Olímpicos do Rio de Janeiro de 2016, derrotando o francês Sofiane Oumiha por decisão unânime dos jurados (30-27, 29-28 e 29-28) e conquistando o primeiro ouro olímpico do boxe brasileiro.
Robson integra o programa de desenvolvimento esportivo das Forças Armadas do Brasil e tem a graduação de terceiro-sargento da Marinha.

### Profissionalização
Após a Olimpíada, Robson Conceição revelou que abandonaria o boxe amador. Assinou com a promotora Top Rank, e em sua estreia como pugilista profissional, em novembro, derrotou o norte-americano Clay Burns em Las Vegas.
Em junho de 2019, venceu sua décima terceira luta seguida como profissional, na categoria superpenas (até 59 kg).

## Campeonatos disputados[9]
- Campeonato Mundial 2015 - Doha, Catar

- Campeonato Mundial 2013 - Almaty, KAZ

- Jogos Olímpicos de Londres, 2012

- Jogos Olímpicos de Pequim, 2008

- Jogos Pan-Americanos de Guadalajara, 2011, MEX

- Liga AIBA Pro Boxing, 2014 e 2015

## Principais resultados[9]
2016
 – Jogos Olímpicos – Rio de Janeiro
2015
 – Campeonato Mundial – Doha
2014
 – Campeonato Sul-americano – Santiago
2013
 –Campeonato Mundial – Almaty
 – Torneio Feliks Stamm – Varsóvia
 – Campeonato Continental Pan-Americano – Santiago
2011
 – Jogos Pan-americanos – Guadalajara
2008
 – Torneio  Pré-olímpico – Cidade da Guatemala

## Cartel no Boxe Profissional
| 23 vitórias (9 nocautes, 10 decisões) | 23 vitórias (9 nocautes, 10 decisões) | 23 vitórias (9 nocautes, 10 decisões) | 23 vitórias (9 nocautes, 10 decisões) | 23 vitórias (9 nocautes, 10 decisões) | 23 vitórias (9 nocautes, 10 decisões) | 23 vitórias (9 nocautes, 10 decisões) | 23 vitórias (9 nocautes, 10 decisões)                           | 23 vitórias (9 nocautes, 10 decisões)                                                              |
| #                                     | Resultado                             | Cartel                                | Oponente                              | Método                                | Round, Duração                        | Data                                  | Local                                                           | Notas                                                                                              |
| ------------------------------------- | ------------------------------------- | ------------------------------------- | ------------------------------------- | ------------------------------------- | ------------------------------------- | ------------------------------------- | --------------------------------------------------------------- | -------------------------------------------------------------------------------------------------- |
| 23                                    | Vitória                               | 19–2–1 (1)                            | O'Shaquie Foster                      | DD                                    | 12                                    | 06/07/2024                            | Prudential Center, Newark, New Jersey                           | Ganhou o cinturão dos superpenas da CMB                                                            |
| 22                                    | Vitória                               | 18–2–1 (1)                            | Jose Ivan Guardado Ortiz              | TKO                                   | 7 (8), 2:27                           | 13/04/2024                            | American Bank Center, Corpus Christi, Texas                     | |
| 21                                    | Empate                                | 17–2–1 (1)                            | Emanuel Navarrete                     | DM                                    | 12                                    | 16/11/2023                            | T-Mobile Arena, Paradise, Nevada                                | Pelo cinturão dos superpenas da OMB                                                                |
| 20                                    | NC                                    | 17–2 (1)                              | Nicolas Polanco                       | NC                                    | 2 (10), 3:00                          | 10/06/2023                            | Teatro Hulu no Madison Square Garden, Nova York City, Nova York | A luta foi interrompida depois que Polanco não atendeu o gongo após um choque acidental de cabeças |
| 19                                    | Derrota                               | 17–2                                  | Shakur Stevenson                      | DU                                    | 12                                    | 23/09/2022                            | Prudential Center, Newark, New Jersey                           | Pelo cinturão dos superpenas da CMB, OMB e The Ring                                                |
| 18                                    | Vitória                               | 17–1                                  | Xavier Martinez                       | DU                                    | 10                                    | 29/01/2022                            | Hard Rock Hotel & Casino, Tulsa, Oklahoma                       | |
| 17                                    | Derrota                               | 16–1                                  | Óscar Valdez                          | DU                                    | 12                                    | 10/09/2021                            | Casino del Sol, Tucson, Arizona                                 | Pelo cinturão superpena do CMB                                                                     |
| 16                                    | Vitória                               | 16–0                                  | Jesus Antonio Ahumada                 | TKO                                   | 7 (8), 1:20                           | 10/04/2021                            | Osage Casino, Tulsa, Oklahoma                                   | |
| 15                                    | Vitória                               | 15–0                                  | Luis Coria                            | DU                                    | 10                                    | 31/10/2020                            | MGM Grand Conference Center, Paradise, Nevada                   | |
| 14                                    | Vitória                               | 14–0                                  | Eduardo Pereira dos Reis              | TKO                                   | 2 (10), 0:28                          | 29/08/2020                            | Arena de Lutas, São Paulo, Brasil                               | |
| 13                                    | Vitória                               | 13–0                                  | Carlos Ruiz                           | DU                                    | 8                                     | 08/06/2019                            | Reno-Sparks Convention Center, Reno, Nevada                     | |
| 12                                    | Vitória                               | 12–0                                  | Sergio Ariel Estrela                  | TKO                                   | 1 (10), 1:54                          | 31/03/2019                            | Portobello Resort & Safari, Mangaratiba, Rio de Janeiro         | |
| 11                                    | Vitória                               | 11–0                                  | Hector Ambriz Suarez                  | DU                                    | 8                                     | 18/01/2019                            | Turning Stone Resort Casino, Verona, Nova York                  | |
| 10                                    | Vitória                               | 10–0                                  | Joey Laviolette                       | DU                                    | 8                                     | 04/11/2018                            | Don Haskins Center, El Paso, Texas                              | |
| 9                                     | Vitória                               | 9–0                                   | Edgar Cantu                           | DU                                    | 8                                     | 25/08/2018                            | Gila River Arena, Glendale, Arizona                             | |
| 8                                     | Vitória                               | 8–0                                   | Gavino Guaman                         | TKO                                   | 3 (6), 0:53                           | 30/06/2018                            | Chesapeake Energy Arena, Oklahoma City, Oklahoma                | |
| 7                                     | Vitória                               | 7–0                                   | Alex Torres Rynn                      | DU                                    | 6                                     | 28/04/2018                            | Liacouras Center, Filadélfia, Pensilvânia                       | |
| 6                                     | Vitória                               | 6–0                                   | Ignacio Holguin                       | DU                                    | 6                                     | 16/02/2018                            | Grand Sierra Resort, Reno, Nevada                               | |
| 5                                     | Vitória                               | 5–0                                   | Carlos Osorio                         | RTD                                   | 3 (8), 3:00                           | 22/09/2017                            | Tucson Convention Center, Tucson, Arizona                       | |
| 4                                     | Vitória                               | 4–0                                   | Bernardo Gomez Uribe                  | KO                                    | 1 (8), 0:53                           | 21/07/2017                            | Sheraton Puerto Rico Hotel & Casino, San Juan, Porto Rico       | |
| 3                                     | Vitória                               | 3–0                                   | Aaron Hollis                          | TKO                                   | 2 (6), 0:36                           | 17/03/2017                            | The Theatre at Madison Square Garden, New York City, Nova York  | |
| 2                                     | Vitória                               | 2–0                                   | Aaron Ely                             | KO                                    | 2 (6), 1:06                           | 27/01/2017                            | Sportsmen's Lodge, Studio City, Califórnia                      | |
| 1                                     | Vitória                               | 1–0                                   | Clay Burns                            | DU                                    | 6                                     | 05/11/2016                            | Thomas & Mack Center, Paradise, Nevada                          | |